# Lisuride
 Lisuride è farmaco utilizzato nel trattamento della malattia di Parkinson, nella prevenzione dell'emicrania e per ridurre i livelli ematici di prolattina. La molecola agisce come agonista dei recettori della dopamina e agonista parziale di numerosi recettori serotoninergici e del recettore H1.

## Utilizzo
La lisuride viene utilizzata per abbassare i livelli di la prolattina e, a basse dosi, per prevenire gli attacchi di emicrania.
Il farmaco viene anche usato per risolvere le fluttuazioni motorie e le discinesie nei pazienti con malattia di Parkinson in fase avanzata.

## Controindicazioni
Controindicata in caso di insufficienza coronarica, mentre è da evitare in caso di gravidanza e nei pazienti affetti da psicosi.

## Effetti indesiderati
Fra gli effetti collaterali più frequenti si riscontrano nausea, vomito, vertigini, cefalea, letargia o insonnia, dolore addominale, disturbi gastrointestinali, congestione nasale, rash cutaneo e allucinazioni (a dosi elevate). In seguito all'utilizzo a lungo termine sono stati segnalati effetti collaterali gravi come la fibrosi cardiaca e polmonare, ma sono estremamente rari. Occorre fare attenzione all'inizio del trattamento in quanto si può osservare ipotensione che potrebbe ostacolare la normale attività giornaliera della persona.

## Dosaggi
- 200 ug, da aumentare a 200 ug 2 volte al giorno (dose massima 5 mg al giorno)

## Meccanismo di azione
La lisuride è un agonista e antagonista misto dei recettori della dopamina, della serotonina e adrenergici.
Si pensa che l'attivazione di specifici recettori della dopamina sia responsabile dell'efficacia nel trattamento del morbo di Parkinson e della capacità di sopprimere i livelli di prolattina, mentre le interazioni con i recettori della serotonina sono coinvolti nell'efficacia contro l’emicrania.

### Farmacodinamica
La lisuride è un ligando dei recettori della dopamina, della serotonina e dei recettori adrenergici nonché del recettore H1 dell'istamina. Ha un'affinità sub-nanomolare per i recettori della dopamina D2 e D3, per i recettori della serotonina 5-HT1A e 5-HT1D e per i recettori adrenergici α2A, α2B e α2C. Ha bassa affinità per i recettori della dopamina D1, D4, e D5, per i recettori della serotonina 5-HT2A, 5-HT2B e 5-HT2C, per i recettori adrenergici α1A, α1B e α1D e i recettori dell'istamina H1. La lisuride è un agonista parziale dei gruppi D2, D3, D4, 5-HT2A, 5-HT2C, 5-HT5A e H1, un agonista completo o quasi totale dei recettori 5-HT1A, 5-HT1B e 5-HT1D e un antagonista del recettore 5-HT2B e dei recettori adrenergici α1A, α2A, α2B e α2C. Si ritiene che l'efficacia del farmaco nel morbo di Parkinson e nell'iperprolattinemia sia dovuta all'attivazione dei recettori della dopamina D2.
Sebbene la lisuride abbia un profilo di legame simile a quello della più nota e chimicamente simile dietilamide dell'acido lisergico dell'ergolina (LSD) e agisca allo stesso modo come un agonista parziale del recettore della serotonina 5-HT2A, manca degli effetti psichedelici dell'LSD.
Grazie alla sua attività dopaminergica la lisuride sopprime in modo dose-dipendente i livelli di prolattina.

### Farmacocinetica
La lisuride viene assorbita completamente dal tratto gastrointestinale per via orale. La biodisponibilità assoluta del farmaco è compresa tra il 10 e il 20% a causa dell'elevato metabolismo di primo passaggio. La lisuride ha più di 15 metaboliti conosciuti. Il legame della lisuride con le proteine plasmatiche è compreso tra il 60 e il 70%. Il picco di concentrazione si verifica da 60 a 80 minuti dopo l'assunzione, anche se è presente un'elevata variabilità tra gli individui. L'emivita di eliminazione è di circa 2 ore, più breve rispetto alla maggior parte degli altri agonisti della dopamina.